# Ipelcé
Ipelcé ist sowohl eine Gemeinde (französisch commune rurale) als auch ein dasselbe Gebiet umfassendes Departement im westafrikanischen Staat Burkina Faso, in der Region Centre-Sud und der Provinz Bazèga.
Die Gemeinde hat in 13 Dörfern 13.182 Einwohner.